# Latvijas Radio 5
Latvijas Radio 5 - Pieci.lv és a nivell nacional una estació de FM de servei públic de radiodifusió amb seu a Riga, Letònia. Forma part de Latvijas Radio. Actualment la xarxa consta de nou estacions a Internet i FM en tot el país.
Latvijas Radio 5 - Pieci.lv es va anunciar a les 10 pm el 14 de juliol de 2013. La primera estació va ser llançada com a Pieci Koncerti amb exclusivament enregistraments en viu del Festival Positivus celebrat a Salacgrīva. El 2014 va tenir una audència nacional del 0,4%.

## Radiodifusió
| Ciutat     | Freqüència |
| ---------- | ---------- |
| Rīga       | 93.1       |
| Liepāja    | 102.1      |
| Ventspils  | 96.5       |
| Valmiera   | 89.5       |
| Daugavpils | 104.0      |
| Rēzekne    | 103.8      |